# طواف سان سيباستيان 2018
طواف سان سيباستيان 2018 (بالإنجليزية: 2018 Clásica de San Sebastián)‏ هو سباق دراجات هوائية، وهو الموسم رقم 38 من السباق، وأقيم في 4 أغسطس 2018، وامتدّ لمسافة 229 كيلومتر، وهو أحد سباقات طواف العالم للدراجات 2018، وهو من نوع سباق يوم واحد، وهو من نوع سباق الدراجات، وقد شارك في السباق 153 متسابقاً ووصل إلى نهايته 82 متسابقاً.
فاز فيه بالمركز الأول جوليان ألافيليب، وبالمركز الثاني باوك موليما، وبالمركز الثالث أنتوني رو.

## الفرق
| فرق عالمية (18)- Sky - AG2R La Mondiale - Astana - Bahrain-Merida - BMC Racing Team - Bora-Hansgrohe - Groupama-FDJ - Lotto Soudal - Mitchelton-Scott - Movistar Team - Quick-Step Floors - Dimension Data - EF Education First-Drapac p/b Cannondale - Katusha-Alpecin - Lotto NL-Jumbo - Team Sunweb - Trek-Segafredo - UAE Team Emirates فرق قارية محترفة (4)- برجس بي إتش 2018 ‏ - كاجا رورال-سيغوروس 2018 ‏ - Cofidis, Solutions Crédits - يوسكادي مورياس 2018 ‏ |  |
| |  |

## التصنيف العام النهائي
| التصنيف العام | التصنيف العام   | التصنيف العام   | التصنيف العام             | التصنيف العام     |        |
| الدراج        | الدراج          | البلد           | الفريق                    | الوقت             | السرعة |
| ------------- | --------------- | --------------- | ------------------------- | ----------------- | ------ |
| 1.            | جوليان ألافيليب | فرنسا           | كويك ستب-فلورز            | 6 س 03 دقيقة 45 ث |        |
| 2.            | باوك موليما     | هولندا          | تريك سيغافريدو            | + 0 ث             |        |
| 3.            | أنتوني رو       | فرنسا           | Groupama-FDJ              | + 16 ث            |        |
| 4.            | جريج فان أفرمت  | بلجيكا          | بي إم سي راسينغ           | + 16 ث            |        |
| 5.            | جوليان سيمون    | فرنسا           | كوفيديس                   | + 16 ث            |        |
| 6.            | ريغوبيرتو أوران | كولومبيا        | EF Education First-Drapac | + 16 ث            |        |
| 7.            | جون ازقيراي     | إسبانيا         | البحرين ميريدا            | + 16 ث            |        |
| 8.            | روبرت جاسنك     | هولندا          | لوتو إن إل-جامبو          | + 16 ث            |        |
| 9.            | ستيفن كرويسفيك  | هولندا          | لوتو إن إل-جامبو          | + 16 ث            |        |
| 10.           | Antwan Tolhoek ‏ | هولندا          | لوتو إن إل-جامبو          | + 16 ث            |        |
| 11.           | رودي مولار      | فرنسا           | Groupama-FDJ              | + 20 ث            |        |
| 12.           | دان مارتن       | جمهورية أيرلندا | فريق الإمارات             | + 43 ث            |        |
| 13.           | توم سكوجين      | لاتفيا          | تريك سيغافريدو            | + 48 ث            |        |
| 14.           | إيغور أنطون     | إسبانيا         | دايمنشن داتا              | + 49 ث            |        |
| 15.           | داريل إيمبي     | جنوب أفريقيا    | Mitchelton-Scott          | + 51 ث            |        |

## وصلات خارجية
- الموقع الرسمي
- لمحة عن سباق طواف سان سيباستيان 2018 على موقع  ProCyclingStats   (برو  سايكلنج  ستاتس) - إحصاءات  محترفي  الدراجات.

- طواف سان سيباستيان 2018 على موقع إحصائيات الدراجات الإحترافية (الإنجليزية)